# Liste der Stolpersteine in Berlin

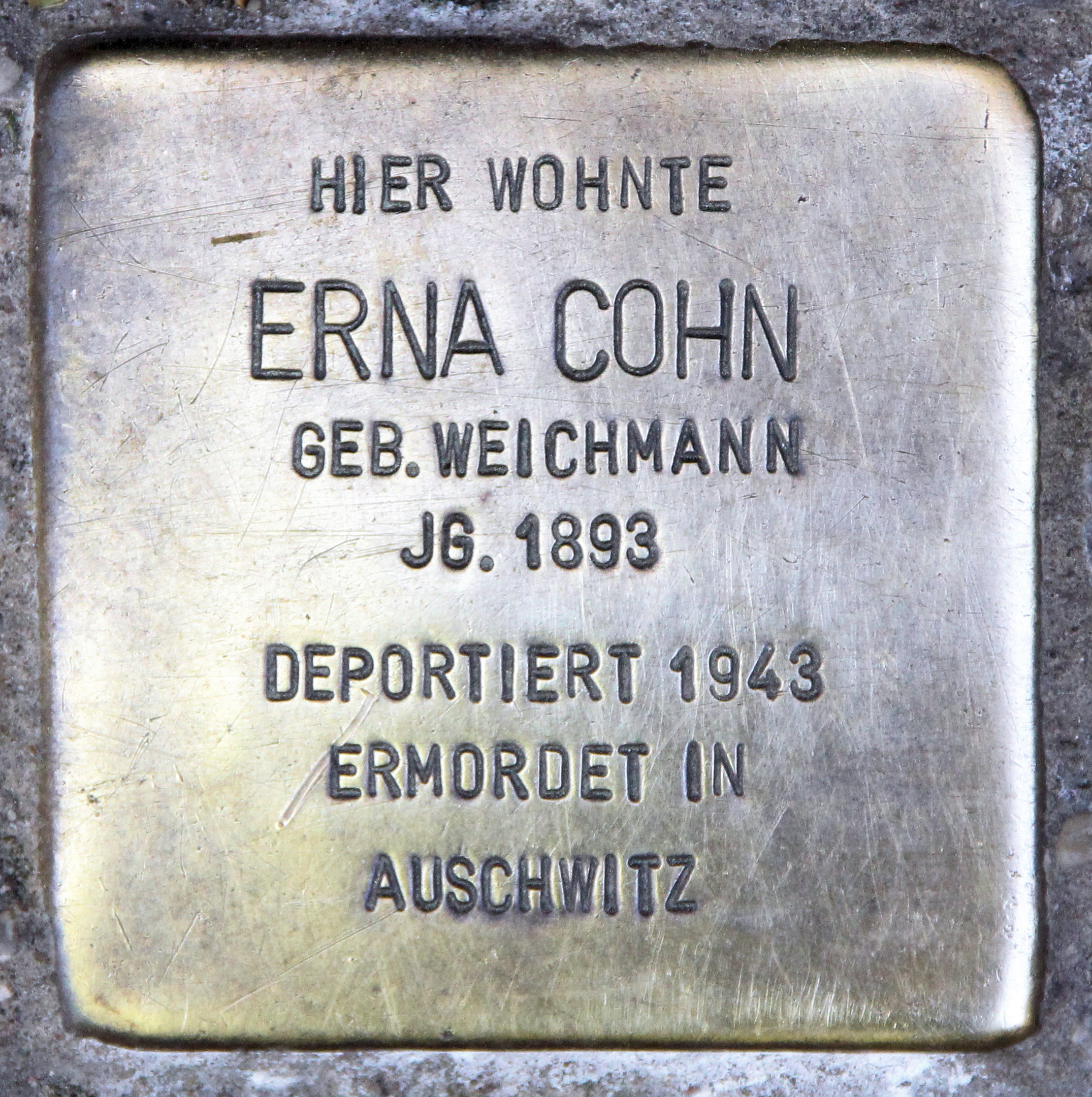
Stolperstein für Erna Cohn

Die Liste der Berliner Stolpersteine verlinkt auf die entsprechenden Listen für die Berliner Ortsteile. Dort findet man, nach Nachnamen sortiert, die Vor- und Nachnamen, die Standorte und, soweit bekannt, Informationen über die Geehrten.
Der erste Stolperstein im Bundesland Berlin wurde im Mai 1996 und der bisher letzte am 18. Juli 2025 verlegt.
Insgesamt wurden bis Mai 2025 in Berlin bereits 11.414 Stolpersteine, 2 Kopfsteine und 8 Stolperschwellen verlegt. Diese verteilen sich auf 76 von 97 Berliner Ortsteilen.

## Berliner Bezirke
Karte mit allen Koordinaten des gesamten Stadtgebiets: OSM | WikiMap

### Mitte
Im Berliner Bezirk Mitte wurden bisher 2.137 Stolpersteine verlegt. Davon entfallen auf die einzelnen Ortsteile (Stand: August 2022):
- 1153 Stolpersteine und 2 Kopfsteine in Berlin-Mitte
- 0530 Stolpersteine in Moabit
- 0193 Stolpersteine im Hansaviertel
- 0086 Stolpersteine in Tiergarten
- 0076 Stolpersteine mit einer Stolperschwelle in Wedding
- 0099 Stolpersteine in Gesundbrunnen

### Friedrichshain-Kreuzberg
Im Berliner Bezirk Friedrichshain-Kreuzberg wurden bisher 1190 Stolpersteine verlegt. Davon entfallen auf die einzelnen Ortsteile (Stand: August 2022):
- 437 Stolpersteine in Friedrichshain
- 753 Stolpersteine in Kreuzberg

### Pankow
Im Berliner Bezirk Pankow wurden bisher 951 Stolpersteine verlegt. Davon entfallen auf die einzelnen Ortsteile (Stand: August 2022):
- 806 Stolpersteine  mit einer Stolperschwelle in Prenzlauer Berg
- 057 Stolpersteine in Weißensee
- 067 Stolpersteine in Pankow
- 019 Stolpersteine in Niederschönhausen
- 002 Stolpersteine in Wilhelmsruh

### Charlottenburg-Wilmersdorf
Im Berliner Bezirk Charlottenburg-Wilmersdorf wurden bisher 4.207 Stolpersteine verlegt. Davon entfallen auf die einzelnen Ortsteile (Stand: August 2022):
- 1810 Stolpersteine in Charlottenburg
- 1776 Stolpersteine in Wilmersdorf
- 0074 Stolpersteine in Schmargendorf
- 0060 Stolpersteine in Grunewald
- 0157 Stolpersteine in Westend
- 0005 Stolpersteine in Charlottenburg-Nord
- 0325 Stolpersteine in Halensee

### Spandau
Im Berliner Bezirk Spandau wurden bisher 93 Stolpersteine und eine Stolperschwelle verlegt. Davon entfallen auf die einzelnen Ortsteile (Stand: August 2022):
- 55 Stolpersteine in Spandau
- 03 Stolpersteine in Haselhorst
- 06 Stolpersteine und eine Stolperschwelle in Siemensstadt
- 05 Stolpersteine in Kladow
- 01 Stolpersteine in Hakenfelde
- 01 Stolpersteine in Falkenhagener Feld
- 25 Stolpersteine in Wilhelmstadt

### Steglitz-Zehlendorf
Im Berliner Bezirk Steglitz-Zehlendorf wurden bisher 679 Stolpersteine und eine Stolperschwelle verlegt. Davon entfallen auf die einzelnen Ortsteile (Stand: August 2022):
- 229 Stolpersteine und ein Kopfstein in Steglitz
- 110 Stolpersteine in Lichterfelde
- 035 Stolpersteine in Lankwitz
- 123 Stolpersteine  und eine Stolperschwelle in Zehlendorf
- 059 Stolpersteine in Dahlem
- 031 Stolpersteine in Nikolassee
- 055 Stolpersteine in Schlachtensee
- 037 Stolpersteine in Wannsee

### Tempelhof-Schöneberg
Im Berliner Bezirk Tempelhof-Schöneberg wurden bisher 1299 Stolpersteine und 2 Stolperschwellen verlegt. Davon entfallen auf die einzelnen Ortsteile (Stand: August 2022):
- 939 Stolpersteine in Schöneberg
- 251 Stolpersteine  mit zwei Stolperschwellen in Friedenau
- 062 Stolpersteine in Tempelhof
- 007 Stolpersteine in Mariendorf
- 007 Stolpersteine in Marienfelde
- 033 Stolpersteine in Lichtenrade

### Neukölln
Im Berliner Bezirk Neukölln wurden bisher 282 Stolpersteine verlegt. Davon entfallen auf die einzelnen Ortsteile (Stand: August 2022):
- 246 Stolpersteine in Neukölln
- 032 Stolpersteine in Britz
- 002 Stolpersteine in Buckow
- 002 Stolpersteine in Rudow

### Treptow-Köpenick
Im Berliner Bezirk Treptow-Köpenick wurden bisher 150 Stolpersteine verlegt. Davon entfallen auf die einzelnen Ortsteile (Stand: August 2022):
- 09 Stolpersteine in Alt-Treptow
- 01 Stolpersteine in Bohnsdorf
- 10 Stolpersteine in Plänterwald
- 27 Stolpersteine in Baumschulenweg
- 07 Stolpersteine in Johannisthal
- 06 Stolpersteine in Niederschöneweide
- 07 Stolpersteine in Altglienicke
- 08 Stolpersteine in Adlershof
- 23 Stolpersteine in Oberschöneweide
- 25 Stolpersteine in Köpenick
- 22 Stolpersteine in Friedrichshagen
- 03 Stolpersteine in Rahnsdorf
- 02 Stolpersteine in Grünau
- 02 Stolpersteine in Müggelheim

### Marzahn-Hellersdorf
Im Berliner Bezirk Marzahn-Hellersdorf wurden bisher 40 Stolpersteine verlegt. Davon entfallen auf die einzelnen Ortsteile (Stand: August 2022):
- 05 Stolpersteine in Biesdorf
- 12 Stolpersteine in Kaulsdorf
- 23 Stolpersteine in Mahlsdorf

### Lichtenberg
Im Berliner Bezirk Lichtenberg wurden bisher 201 Stolpersteine verlegt. Davon entfallen auf die einzelnen Ortsteile (Stand: August 2022):
- 02 Stolpersteine in Friedrichsfelde
- 79 Stolpersteine in Karlshorst
- 47 Stolpersteine in Lichtenberg
- 34 Stolpersteine in Alt-Hohenschönhausen
- 06 Stolpersteine in Fennpfuhl
- 33 Stolpersteine in Rummelsburg

### Reinickendorf
Im Berliner Bezirk Reinickendorf wurden bisher 183 Stolpersteine verlegt. Davon entfallen auf die einzelnen Ortsteile (Stand: Dezember 2021):
- 44 Stolpersteine in Reinickendorf
- 29 Stolpersteine in Tegel
- 01 Stolpersteine in Konradshöhe
- 08 Stolpersteine in Heiligensee
- 32 Stolpersteine in Frohnau
- 29 Stolpersteine in Hermsdorf
- 06 Stolpersteine in Waidmannslust
- 01 Stolpersteine in Lübars
- 26 Stolpersteine in Wittenau
- 02 Stolpersteine im Märkischen Viertel
- 05 Stolpersteine in Borsigwalde